# Саттель, Том
Том Сатте́ль (фр. Tom Saettel; родился 19 июня 2005) — французский футболист, нападающий.

## Клубная карьера
Том Саттель родился в Страсбурге, в 6 лет стал заниматься в местной команде «Гайспольсхайм», откуда в 8 лет перешёл в сильнейшую команду своего города — «Страсбур».

## Международная карьера
В апреле 2022 года Саттель был вызван в сборную Франции возрастом до 17 лет для участия в чемпионате Европы до 17 лет 2022 года. На том турнире Том принял участие во всех матчах своей сборной, в том числе и в победном финале.

## Достижения
Сборная Франции (до 17 лет)
- Чемпион Европы до 17 лет: 2022